# خرو (کوهسرخ)
خِرْو نام روستایی از توابع بخش بررود شهرستان کوهسرخ در استان خراسان رضوی است. این روستا در دهستان بررود قرار دارد و براساس سرشماری سال ۱۳۸۵ جمعیت آن ۸۹ نفر (۳۰ خانوار) است.